# 慶応進学会
慶応進学会（けいおうしんがくかい）はかつて関東地方に存在した予備校で、現在の「慶応進学会 フロンティア」の前身校。慶應義塾大学とは無関係である。

## 概要
1988年に創業した。「偏差値40からの大学受験！」というキャッチフレーズで広告展開を行い、各地に学生寮もあったが、2000年頃に倒産した。生徒・保護者に何の連絡のないまま突如全校が閉鎖された。2001年に予備校事業から撤収したが、教育カリキュラムは別法人が継承した。
後継校は「慶応進学会 フロンティア」であり、当時と同じく「偏差値40からの大学受験」を謳っている。コースによっては800万円にも及ぶ高額授業料を要する。

## 校舎
- 東京麹町校

## 慶応進学会時代の広告活動

### CM出演者
CMは数パターンあり、大学の合格発表で掲示板を見た派手な学ラン姿の男子生徒数名が「俺達の(受験番号)が無い！」と落胆するバージョンと、同じく掲示板を見た女子生徒が自分の番号を見つけて「諦めないでよかった」（1996年頃）、「あった！」（1997年頃）と笑顔を見せるバージョン(男子生徒役、女子生徒役の役者名は不明)、後述の牧野が大胆な衣装で登場するバージョンなどがあった。
- KATSUMI - タイアップ曲（『DREAMIN'』『I wanna Win』）の他、顔出しでも出演
- 小林克也 - 当初はラジオCMのナレーション、後に顔出し出演。
- 牧野ひとみ - 大胆な衣装で「なるほどいいみた～い」「かなりマジだぞ！」と言うCMが話題になった。
- Favorite Blue - タイアップ曲『sometime, somewhere ～ Snowball fallin' on my head ～』。

### 提供番組
- 北野ファンクラブ（フジテレビ）